# Проспект Победы (Тверь)
Проспе́кт Побе́ды — широтная магистраль в городе Твери, соединяющая Московский и Пролетарский районы. Проспект берёт начало от площади Капошвара (пересечение с проспектом Чайковского) и идёт через площадь Терешковой (пересечение с улицей Орджоникидзе) в жилой микрорайон Чайка. Ширина проспекта — 4 полосы движения.
Застройка Новопромышленной улицы была начата после Великой Отечественной войны. Своё название улица получила по названию района города, через который она проходила. Своё современное название проспект получил в 1970 году в честь 25-летия Победы в Великой Отечественной войне, после капитальной реконструкции и переустройства Новопромышленной улицы.
На проспекте расположены: строительная компания «Тверьгражданстрой» (д. 7), корпуса Тверской швейной фабрики, Парк Победы, театр кукол (д. 9), Тверской институт экономики и менеджмента (д. 27а), технологический колледж (д. 37), административные здания и другие. Согласно плану зонирования территории города администрации города Твери, проспект Победы отнесён к коммерческой зоне районного значения.